# Liste der Nummer-eins-Hits in den britischen Charts (1992)
Dies ist eine Liste der Nummer-eins-Hits in den britischen Charts im Jahr 1992. Sie basiert auf den Official Singles Chart Top 75 und den Albums Chart Top 75, die vom Chart Information Network ermittelt wurden. Es gab in diesem Jahr 13 Nummer-eins-Singles und 27 Nummer-eins-Alben.

## Singles
| ← 1991 ← | Liste der Nummer-eins-Hits in den britischen Charts | Liste der Nummer-eins-Hits in den britischen Charts | Liste der Nummer-eins-Hits in den britischen Charts                                                                         | 1993 →                    |
| \| Zeitraum \| Wo. ges. \| Interpret \| Titel Autor(en) \| Zusätzliche Informationen \| \| (Zeitraum, Wochen auf Platz eins, Interpret, Titel, Autor[en], zusätzliche Informationen) \| \| \| \| \| \| ----------------------------------------------------------------------------------------- \| -------- \| ------------------- \| --------------------------------------------------------------------------------------------------------------------------- \| ------------------------- \| \| 15. Dezember 1991 – 18. Januar 1992 5 Wochen \| 5 \| Queen \| Bohemian Rhapsody / These Are the Days of Our Lives Frederick Mercury \| – \| \| 19. Januar 1992 – 15. Februar 1992 4 Wochen \| 4 \| Wet Wet Wet \| Goodnight Girl Marti Pellow, Graeme Clark, Neil Mitchell, Tom Cunningham \| – \| \| 16. Februar 1992 – 11. April 1992 8 Wochen \| 8 \| Shakespear’s Sister \| Stay Siobhan Maire Deirdre Fahey, Marcy Levy, Jean Guiot \| – \| \| 12. April 1992 – 2. Mai 1992 3 Wochen \| 3 \| Right Said Fred \| Deeply Dippy Richard Peter John Fairbrass, Fred Fairbrass, Rob Manzoli \| – \| \| 3. Mai 1992 – 6. Juni 1992 5 Wochen \| 5 \| KWS \| Please Don’t Go / Game Boy Harry Wayne Casey, Richard Finch / Chris King, Winston Williams \| – \| \| 7. Juni 1992 – 11. Juli 1992 5 Wochen \| 5 \| Erasure \| ABBA-esque (EP) Björn K. Ulvaeus, Benny Goran Bror Andersson, Stig Erik Leopold Anderson \| – \| \| 12. Juli 1992 – 1. August 1992 3 Wochen \| 3 \| Jimmy Nail \| Ain’t No Doubt Daniel Nathan Schogger, Jimmy Nail, Guy Adam Pratt, Charlie Dore \| – \| \| 2. August 1992 – 12. September 1992 6 Wochen \| 6 \| Snap! \| Rhythm Is a Dancer Musik: Benito Benites, John Virgo Garrett III; Text: Benito Benites, John Virgo Garrett III, Thea Austin \| – \| \| 13. September 1992 – 10. Oktober 1992 4 Wochen \| 4 \| The Shamen \| Ebeneezer Goode Colin Gilbert Angus, Christopher Richard West \| – \| \| 11. Oktober 1992 – 24. Oktober 1992 2 Wochen \| 2 \| Tasmin Archer \| Sleeping Satellite John Bryan Beck, John Hughes, Tasmin Angela Archer \| – \| \| 25. Oktober 1992 – 14. November 1992 3 Wochen \| 3 \| Boyz II Men \| End of the Road Kenneth Edmonds, Antonio Reid, Daryl L. Simmons \| – \| \| 15. November 1992 – 28. November 1992 2 Wochen \| 2 \| Charles & Eddie \| Would I Lie to You? Mick Leeson, Peter Benson Vale \| – \| \| 29. November 1992 – 6. Februar 1993 10 Wochen \| 10 \| Whitney Houston \| I Will Always Love You Dolly Parton \| – \| |                                                     |                                                     | |                           |
| ← 1991 |                                                     |                                                     | | → 1993 →                  |
| Zeitraum | Wo. ges.                                            | Interpret                                           | Titel Autor(en) | Zusätzliche Informationen |
| (Zeitraum, Wochen auf Platz eins, Interpret, Titel, Autor[en], zusätzliche Informationen) |                                                     |                                                     | |                           |
| 15. Dezember 1991 – 18. Januar 1992 5 Wochen | 5                                                   | Queen                                               | Bohemian Rhapsody / These Are the Days of Our Lives Frederick Mercury                                                       | –                         |
| 19. Januar 1992 – 15. Februar 1992 4 Wochen | 4                                                   | Wet Wet Wet                                         | Goodnight Girl Marti Pellow, Graeme Clark, Neil Mitchell, Tom Cunningham                                                    | –                         |
| 16. Februar 1992 – 11. April 1992 8 Wochen | 8                                                   | Shakespear’s Sister                                 | Stay Siobhan Maire Deirdre Fahey, Marcy Levy, Jean Guiot                                                                    | –                         |
| 12. April 1992 – 2. Mai 1992 3 Wochen | 3                                                   | Right Said Fred                                     | Deeply Dippy Richard Peter John Fairbrass, Fred Fairbrass, Rob Manzoli                                                      | –                         |
| 3. Mai 1992 – 6. Juni 1992 5 Wochen | 5                                                   | KWS                                                 | Please Don’t Go / Game Boy Harry Wayne Casey, Richard Finch / Chris King, Winston Williams                                  | –                         |
| 7. Juni 1992 – 11. Juli 1992 5 Wochen | 5                                                   | Erasure                                             | ABBA-esque (EP) Björn K. Ulvaeus, Benny Goran Bror Andersson, Stig Erik Leopold Anderson                                    | –                         |
| 12. Juli 1992 – 1. August 1992 3 Wochen | 3                                                   | Jimmy Nail                                          | Ain’t No Doubt Daniel Nathan Schogger, Jimmy Nail, Guy Adam Pratt, Charlie Dore                                             | –                         |
| 2. August 1992 – 12. September 1992 6 Wochen | 6                                                   | Snap!                                               | Rhythm Is a Dancer Musik: Benito Benites, John Virgo Garrett III; Text: Benito Benites, John Virgo Garrett III, Thea Austin | –                         |
| 13. September 1992 – 10. Oktober 1992 4 Wochen | 4                                                   | The Shamen                                          | Ebeneezer Goode Colin Gilbert Angus, Christopher Richard West                                                               | –                         |
| 11. Oktober 1992 – 24. Oktober 1992 2 Wochen | 2                                                   | Tasmin Archer                                       | Sleeping Satellite John Bryan Beck, John Hughes, Tasmin Angela Archer                                                       | –                         |
| 25. Oktober 1992 – 14. November 1992 3 Wochen | 3                                                   | Boyz II Men                                         | End of the Road Kenneth Edmonds, Antonio Reid, Daryl L. Simmons                                                             | –                         |
| 15. November 1992 – 28. November 1992 2 Wochen | 2                                                   | Charles & Eddie                                     | Would I Lie to You? Mick Leeson, Peter Benson Vale                                                                          | –                         |
| 29. November 1992 – 6. Februar 1993 10 Wochen | 10                                                  | Whitney Houston                                     | I Will Always Love You Dolly Parton                                                                                         | –                         |

## Alben
| ← 1991 ← | Liste der Nummer-eins-Hits in den britischen Charts | Liste der Nummer-eins-Hits in den britischen Charts | Liste der Nummer-eins-Hits in den britischen Charts | 1993 →                    |
| \| Zeitraum \| Wo. ges. \| Interpret \| Titel \| Zusätzliche Informationen \| \| (Zeitraum, Wochen auf Platz eins, Interpret, Titel, zusätzliche Informationen) \| \| \| \| \| \| ------------------------------------------------------------------------------ \| -------- \| ----------------------------------- \| ----------------------------- \| ------------------------- \| \| 29. Dezember 1991 – 1. Februar 1992 5 Wochen (insgesamt 12) \| 12 \| Simply Red \| Stars \| – \| \| 2. Februar 1992 – 15. Februar 1992 2 Wochen \| 2 \| Wet Wet Wet \| High on the Happy Side \| – \| \| 16. Februar 1992 – 7. März 1992 3 Wochen (insgesamt 12) \| 12 \| Simply Red \| Stars \| – \| \| 8. März 1992 – 28. März 1992 3 Wochen \| 3 \| Madness \| Divine Madness \| – \| \| 29. März 1992 – 4. April 1992 1 Woche \| 1 \| Bruce Springsteen \| Human Touch \| – \| \| 5. April 1992 – 11. April 1992 1 Woche \| 1 \| Def Leppard \| Adrenalize \| – \| \| 12. April 1992 – 18. April 1992 1 Woche (insgesamt 2) \| 2 \| Annie Lennox \| Diva \| – \| \| 19. April 1992 – 25. April 1992 1 Woche \| 1 \| Right Said Fred \| Up \| – \| \| 26. April 1992 – 2. Mai 1992 1 Woche \| 1 \| The Cure \| Wish \| – \| \| 3. Mai 1992 – 9. Mai 1992 1 Woche (insgesamt 12) \| 12 \| Simply Red \| Stars \| – \| \| 10. Mai 1992 – 16. Mai 1992 1 Woche \| 1 \| Carter the Unstoppable Sex Machine \| 1992 - The Love Album \| – \| \| 17. Mai 1992 – 23. Mai 1992 1 Woche \| 1 \| Iron Maiden \| Fear of the Dark \| – \| \| 24. Mai 1992 – 30. Mai 1992 1 Woche \| 1 \| Michael Ball \| Michael Ball \| – \| \| 31. Mai 1992 – 11. Juli 1992 6 Wochen \| 6 \| Lionel Richie \| Back to Front \| – \| \| 12. Juli 1992 – 18. Juli 1992 1 Woche \| 1 \| The Orb \| U.F. Orb \| – \| \| 19. Juli 1992 – 8. August 1992 3 Wochen \| 3 \| Neil Diamond \| The Greatest Hits 1966 - 1992 \| – \| \| 9. August 1992 – 15. August 1992 1 Woche \| 1 \| INXS \| Welcome to Wherever You Are \| – \| \| 16. August 1992 – 22. August 1992 1 Woche (insgesamt 2) \| 2 \| Genesis \| We Can’t Dance \| – \| \| 23. August 1992 – 29. August 1992 1 Woche \| 1 \| The Smiths \| Best … 1 \| – \| \| 30. August 1992 – 5. September 1992 1 Woche \| 1 \| Kylie Minogue \| Greatest Hits \| – \| \| 6. September 1992 – 19. September 1992 2 Wochen \| 2 \| Mike Oldfield \| Tubular Bells II \| – \| \| 20. September 1992 – 26. September 1992 1 Woche \| 1 \| Belinda Carlisle \| The Best of Belinda Volume 1 \| – \| \| 27. September 1992 – 3. Oktober 1992 1 Woche (insgesamt 8) \| 8 \| ABBA \| ABBA Gold – Greatest Hits \| – \| \| 4. Oktober 1992 – 10. Oktober 1992 1 Woche (insgesamt 4) \| 4 \| R.E.M. \| Automatic for the People \| – \| \| 11. Oktober 1992 – 17. Oktober 1992 1 Woche \| 1 \| Prince and the New Power Generation \| Love Symbol \| – \| \| 18. Oktober 1992 – 7. November 1992 3 Wochen \| 3 \| Simple Minds \| Glittering Prize 81/92 \| – \| \| 8. November 1992 – 14. November 1992 1 Woche \| 1 \| Bon Jovi \| Keep the Faith \| – \| \| 15. November 1992 – 21. November 1992 1 Woche (insgesamt 7) \| 7 \| Cher \| Greatest Hits: 1965 - 1992 \| – \| \| 22. November 1992 – 5. Dezember 1992 2 Wochen \| 2 \| Erasure \| Pop! The First 20 Hits \| – \| \| 6. Dezember 1992 – 17. Januar 1993 7 Wochen (insgesamt 7) \| 7 \| Cher \| Greatest Hits: 1965 – 1992 \| – \| |                                                     |                                                     |                                                     |                           |
| ← 1991 |                                                     |                                                     |                                                     | → 1993 →                  |
| Zeitraum | Wo. ges.                                            | Interpret                                           | Titel                                               | Zusätzliche Informationen |
| (Zeitraum, Wochen auf Platz eins, Interpret, Titel, zusätzliche Informationen) |                                                     |                                                     |                                                     |                           |
| 29. Dezember 1991 – 1. Februar 1992 5 Wochen (insgesamt 12) | 12                                                  | Simply Red                                          | Stars                                               | –                         |
| 2. Februar 1992 – 15. Februar 1992 2 Wochen | 2                                                   | Wet Wet Wet                                         | High on the Happy Side                              | –                         |
| 16. Februar 1992 – 7. März 1992 3 Wochen (insgesamt 12) | 12                                                  | Simply Red                                          | Stars                                               | –                         |
| 8. März 1992 – 28. März 1992 3 Wochen | 3                                                   | Madness                                             | Divine Madness                                      | –                         |
| 29. März 1992 – 4. April 1992 1 Woche | 1                                                   | Bruce Springsteen                                   | Human Touch                                         | –                         |
| 5. April 1992 – 11. April 1992 1 Woche | 1                                                   | Def Leppard                                         | Adrenalize                                          | –                         |
| 12. April 1992 – 18. April 1992 1 Woche (insgesamt 2) | 2                                                   | Annie Lennox                                        | Diva                                                | –                         |
| 19. April 1992 – 25. April 1992 1 Woche | 1                                                   | Right Said Fred                                     | Up                                                  | –                         |
| 26. April 1992 – 2. Mai 1992 1 Woche | 1                                                   | The Cure                                            | Wish                                                | –                         |
| 3. Mai 1992 – 9. Mai 1992 1 Woche (insgesamt 12) | 12                                                  | Simply Red                                          | Stars                                               | –                         |
| 10. Mai 1992 – 16. Mai 1992 1 Woche | 1                                                   | Carter the Unstoppable Sex Machine                  | 1992 - The Love Album                               | –                         |
| 17. Mai 1992 – 23. Mai 1992 1 Woche | 1                                                   | Iron Maiden                                         | Fear of the Dark                                    | –                         |
| 24. Mai 1992 – 30. Mai 1992 1 Woche | 1                                                   | Michael Ball                                        | Michael Ball                                        | –                         |
| 31. Mai 1992 – 11. Juli 1992 6 Wochen | 6                                                   | Lionel Richie                                       | Back to Front                                       | –                         |
| 12. Juli 1992 – 18. Juli 1992 1 Woche | 1                                                   | The Orb                                             | U.F. Orb                                            | –                         |
| 19. Juli 1992 – 8. August 1992 3 Wochen | 3                                                   | Neil Diamond                                        | The Greatest Hits 1966 - 1992                       | –                         |
| 9. August 1992 – 15. August 1992 1 Woche | 1                                                   | INXS                                                | Welcome to Wherever You Are                         | –                         |
| 16. August 1992 – 22. August 1992 1 Woche (insgesamt 2) | 2                                                   | Genesis                                             | We Can’t Dance                                      | –                         |
| 23. August 1992 – 29. August 1992 1 Woche | 1                                                   | The Smiths                                          | Best … 1                                            | –                         |
| 30. August 1992 – 5. September 1992 1 Woche | 1                                                   | Kylie Minogue                                       | Greatest Hits                                       | –                         |
| 6. September 1992 – 19. September 1992 2 Wochen | 2                                                   | Mike Oldfield                                       | Tubular Bells II                                    | –                         |
| 20. September 1992 – 26. September 1992 1 Woche | 1                                                   | Belinda Carlisle                                    | The Best of Belinda Volume 1                        | –                         |
| 27. September 1992 – 3. Oktober 1992 1 Woche (insgesamt 8) | 8                                                   | ABBA                                                | ABBA Gold – Greatest Hits                           | –                         |
| 4. Oktober 1992 – 10. Oktober 1992 1 Woche (insgesamt 4) | 4                                                   | R.E.M.                                              | Automatic for the People                            | –                         |
| 11. Oktober 1992 – 17. Oktober 1992 1 Woche | 1                                                   | Prince and the New Power Generation                 | Love Symbol                                         | –                         |
| 18. Oktober 1992 – 7. November 1992 3 Wochen | 3                                                   | Simple Minds                                        | Glittering Prize 81/92                              | –                         |
| 8. November 1992 – 14. November 1992 1 Woche | 1                                                   | Bon Jovi                                            | Keep the Faith                                      | –                         |
| 15. November 1992 – 21. November 1992 1 Woche (insgesamt 7) | 7                                                   | Cher                                                | Greatest Hits: 1965 - 1992                          | –                         |
| 22. November 1992 – 5. Dezember 1992 2 Wochen | 2                                                   | Erasure                                             | Pop! The First 20 Hits                              | –                         |
| 6. Dezember 1992 – 17. Januar 1993 7 Wochen (insgesamt 7) | 7                                                   | Cher                                                | Greatest Hits: 1965 – 1992                          | –                         |

Die Angaben basieren auf den offiziellen Verkaufshitparaden des Chart Information Networks für das Vereinigte Königreich. Die Datumsangaben beziehen sich auf das Gültigkeitsdatum der Charts, also jeweils die auf die Verkaufswoche folgende Woche.

## Jahreshitparaden
| ← 1991 ← | Liste der Nummer-eins-Hits in den britischen Charts | Liste der Nummer-eins-Hits in den britischen Charts | Liste der Nummer-eins-Hits in den britischen Charts | 1993 →   |
| \| Singles \| Position# \| Alben \| \| --------------------------------------------------------------------------------------------------------------------------------- \| --------- \| -------------------------------------- \| \| I Will Always Love You Whitney Houston Dolly Parton \| 1 \| Stars Simply Red \| \| Rhythm Is a Dancer Snap! Musik: Benito Benites, John Virgo Garrett III; Text: Benito Benites, John Virgo Garrett III, Thea Austin \| 2 \| Back to Front Lionel Richie \| \| Would I Lie to You? Charles & Eddie Mick Leeson, Peter Benson Vale \| 3 \| Greatest Hits: 1965 – 1992 Cher \| \| Stay Shakespear’s Sister Siobhan Maire Deirdre Fahey, Marcy Levy, Jean Guiot \| 4 \| Dangerous Michael Jackson \| \| Please Don’t Go / Game Boy KWS Harry Wayne Casey, Richard Finch / Chris King, Winston Williams \| 5 \| Glittering Prize 81/92 Simple Minds \| \| ABBA-esque (EP) Erasure Björn K. Ulvaeus, Benny Goran Bror Andersson, Stig Erik Leopold Anderson \| 6 \| Diva Annie Lennox \| \| Ain’t No Doubt Jimmy Nail Daniel Nathan Schogger, Jimmy Nail, Guy Adam Pratt, Charlie Dore \| 7 \| Timeless (The Classics) Michael Bolton \| \| Heal the World Michael Jackson \| 8 \| Divine Madness Madness \| \| End of the Road Boyz II Men Kenneth Edmonds, Antonio Reid, Daryl L. Simmons \| 9 \| We Can’t Dance Genesis \| \| Goodnight Girl Wet Wet Wet Marti Pellow, Graeme Clark, Neil Mitchell, Tom Cunningham \| 10 \| Pop! The First 20 Hits Erasure \| |                                                     |                                                     |                                                     |          |
| ← 1991 |                                                     |                                                     |                                                     | → 1993 → |
| Singles | Position#                                           | Alben                                               |                                                     |          |
| I Will Always Love You Whitney Houston Dolly Parton | 1                                                   | Stars Simply Red                                    |                                                     |          |
| Rhythm Is a Dancer Snap! Musik: Benito Benites, John Virgo Garrett III; Text: Benito Benites, John Virgo Garrett III, Thea Austin | 2                                                   | Back to Front Lionel Richie                         |                                                     |          |
| Would I Lie to You? Charles & Eddie Mick Leeson, Peter Benson Vale | 3                                                   | Greatest Hits: 1965 – 1992 Cher                     |                                                     |          |
| Stay Shakespear’s Sister Siobhan Maire Deirdre Fahey, Marcy Levy, Jean Guiot | 4                                                   | Dangerous Michael Jackson                           |                                                     |          |
| Please Don’t Go / Game Boy KWS Harry Wayne Casey, Richard Finch / Chris King, Winston Williams | 5                                                   | Glittering Prize 81/92 Simple Minds                 |                                                     |          |
| ABBA-esque (EP) Erasure Björn K. Ulvaeus, Benny Goran Bror Andersson, Stig Erik Leopold Anderson | 6                                                   | Diva Annie Lennox                                   |                                                     |          |
| Ain’t No Doubt Jimmy Nail Daniel Nathan Schogger, Jimmy Nail, Guy Adam Pratt, Charlie Dore | 7                                                   | Timeless (The Classics) Michael Bolton              |                                                     |          |
| Heal the World Michael Jackson | 8                                                   | Divine Madness Madness                              |                                                     |          |
| End of the Road Boyz II Men Kenneth Edmonds, Antonio Reid, Daryl L. Simmons | 9                                                   | We Can’t Dance Genesis                              |                                                     |          |
| Goodnight Girl Wet Wet Wet Marti Pellow, Graeme Clark, Neil Mitchell, Tom Cunningham | 10                                                  | Pop! The First 20 Hits Erasure                      |                                                     |          |